# دارکوب کوتوله سولاوسی
دارکوب کوتوله سولاوسی (نام علمی: Yungipicus temminckii) نام یک گونه از سرده دارکوب‌های کج‌گردن است.دارکوب سولاوسی کوتوله (Yungipicus temminckii)، همچنین به عنوان دارکوب سولاوسی شناخته می شود، گونه ای از پرندگان از خانواده Picidae است. بومی سولاوسی در اندونزی است. زیستگاه طبیعی آن جنگل های دشت مرطوب نیمه گرمسیری یا گرمسیری و کوه های مرطوب نیمه گرمسیری یا گرمسیری است. برخی از مقامات طبقه بندی همچنان این گونه را در جنس Dendrocopos یا Picoides قرار می دهند.